# Takashi Nagai
Pour les articles homonymes, voir Nagai (homonymie).
Takashi Nagai (永井隆, Nagai Takashi), né le 3 février 1908 à Matsue, dans la préfecture de Shimane et mort le 1er mai 1951 à Nagasaki, est un médecin spécialisé en radiologie, converti au catholicisme, survivant du bombardement atomique de Nagasaki et écrivain japonais.
Il a été proclamé serviteur de Dieu par l'Église catholique.

## Biographie
Takashi Nagai naît le 3 février 1908 (le 2 février selon l’heure occidentale) après un accouchement difficile mettant sa vie et celle de sa mère en danger. Sa famille comprend des médecins. Son père, Noboru Nagai, connaissait la médecine occidentale ; son grand-père paternel, Fumitaka Nagai, pratiquait la médecine traditionnelle à base d'herbes. Sa mère, Tsune, était la descendante d'une ancienne famille de samouraïs.
Takashi Nagai est élevé dans la zone rurale de Mitoya, selon les enseignements de Confucius et de la religion Shinto. En 1920, il effectue ses études secondaires et loge chez ses cousins, non loin de Matsue. La science occidentale et un esprit matérialiste dominent chez ses professeurs. Il s'imprègne de l'athéisme ambiant.
En avril 1928, il entre à l'Université de médecine de Nagasaki. C'est au cours de ces études qu'il entreprend le voyage spirituel le menant du shintoïsme à l'athéisme, puis au catholicisme. L'université se situe à 500 mètres de la cathédrale mais il a foi en l'homme, aux valeurs patriotiques, scientifiques et culturelles. Il appartient à un groupe de poètes et à l'équipe universitaire de basket-ball (il mesure 1,71 m).
En 1930, une lettre de son père lui annonce la maladie de sa mère : victime d'une hémorragie cérébrale, elle est consciente mais ne parle plus. Il se rend à son chevet. Elle le regarde intensément dans les yeux et meurt peu après (29 mars). Takashi en reste bouleversé et croit en l'existence de l'âme ; sa mère lui reste présente. Un de ses professeurs parle du philosophe et scientifique Blaise Pascal, citant cette phrase extraite des Pensées : « L'homme n'est qu'un roseau, le plus faible de la nature ; mais c'est un roseau pensant. » Il entreprend alors la lecture des Pensées, réfléchit sur la vie humaine et change progressivement. Il devient plus sensible. Ainsi, en sa troisième année de médecine, il est surpris par l'attitude rigide des professeurs lorsqu'ils se rendent au chevet des malades.
En 1931, il lit toujours Blaise Pascal et s'interroge sur la vie des chrétiens et la prière. Il s'intéresse au christianisme en logeant avec la famille Moriyama qui, depuis sept générations, a été parmi les chefs héréditaires d'un groupe de Kakure Kirishitan (chrétiens clandestins) du quartier d'Urakami. Sadakichi Moriyama vit avec son épouse. Leur fille unique, Midori, est institutrice dans une ville voisine. Takashi apprend que la construction de la cathédrale d'Urakami a été financée par les pauvres paysans et pêcheurs chrétiens japonais.
En 1932, il réussit ses examens. Mais une maladie de l'oreille droite (signes de méningite) l'afflige et le rend partiellement sourd. Il ne peut pas pratiquer la médecine et accepte de s'orienter dans la recherche en radiologie. Cette science comporte des risques liés aux radiations et il en est conscient.
La nuit du 24 décembre, Midori Moriyama l'invite à participer à la messe de Noël de minuit. Dans la cathédrale archi-comble, Takashi est bouleversé par ces gens en prière, leurs chants, leur foi et le sermon. Il racontera : « J'ai senti Quelqu'un proche de moi que je ne connaissais pas encore. » La nuit suivante, Midori est frappée par une crise d'appendicite aiguë. Takashi fait un rapide diagnostic, prévient le chirurgien de l'hôpital et emporte Midori dans ses bras, sous la neige. L'opération est réussie ; Midori est saine et sauve.
En janvier 1933, Takashi effectue son service militaire. Avant de partir pour la campagne du Mandchoukouo, il effectue une formation à Hiroshima au cours de laquelle un paquet lui est envoyé : c'est Midori qui lui offre des gants et un catéchisme catholique. Durant cette période en Mandchourie, Takashi s'occupe des blessés et du service sanitaire. Il est fortement ébranlé dans sa croyance en la culture japonaise quand il constate les exactions et la brutalité des militaires japonais sur les populations civiles chinoises. À son retour, il poursuit ses lectures (catéchisme catholique, Bible, Pensées de Blaise Pascal) et rencontre un prêtre, le père Moriyama. Midori continue de prier pour lui. Puis son cheminement prend une tournure décisive quand il réfléchit attentivement à cette parole de Blaise Pascal : « Il y a assez de lumière pour ceux qui ne désirent que de voir, et assez d'obscurité pour ceux qui ont une disposition contraire. »
Le 9 juin 1934, il reçoit le baptême dans la foi catholique et choisit alors un prénom chrétien, Paul. Il rejoint ainsi la communauté des catholiques parmi lesquels la vie du saint japonais Paul Miki l'a fortement marqué. Puis il demande Midori en mariage et elle accepte. En août 1934, un mercredi, à 7h du matin, au cours de la première messe habituelle en la cathédrale d'Urakami, leur mariage est célébré en présence du prêtre et de deux témoins. Maria Midori Moriyama et Paul Takashi Nagai engagent leur vie commune sur la route de l'Éternité. Midori est présidente de l'association des femmes du quartier d'Urakami. Takashi devient membre de la société Saint Vincent de Paul, découvre son fondateur et ses écrits (Frédéric Ozanam), visite les malades et les plus pauvres auxquels il apporte aide, réconfort et soutien alimentaire. De leur union naissent quatre enfants : un garçon, Makoto (3 avril 1935 - 4 avril 2001) et trois filles, Ikuko (7 juillet 1937 - 1939), Sasano qui meurt peu après sa naissance et Kayano (18 août 1941 - 2 février 2008). Takashi reçoit le sacrement de la confirmation en décembre 1934.
De 1931 à 1936, le frère Maximilien Kolbe réside dans un faubourg de Nagasaki où il fonde un monastère. Takashi le rencontre plusieurs fois. Le lendemain de la naissance de sa fille Ikuko, la guerre entre le Japon et la Chine est déclarée. Takashi est mobilisé comme chirurgien au service de la 5e division. Il souffre des rigueurs de l'hiver en Chine mais aussi devant la détresse de toutes les victimes de cette guerre (civils et militaires, chinois et japonais), s'occupant des blessés et réfléchissant à la justice et à la paix. En 1939, un courrier lui apprend la mort de son père（4 février）et celle de sa fille Ikuko. Il reste en Chine jusqu'en 1940. Dès son retour, il se rend sur la tombe de ses parents puis retrouve son fils sur le quai de la gare de Nagasaki où un ami l'accompagne. Il a un peu de mal à le reconnaître : Makoto a changé ! Puis il reprend ses recherches et ses cours à l'université.
Le Japon ayant déclaré la guerre aux États-Unis, le 8 décembre 1941, le professeur Nagai est pris d’un sombre pressentiment : sa ville pourra être détruite au cours de cette guerre. Il obtient son doctorat en 1944. Le 26 avril 1945, un raid aérien sur Nagasaki fait de nombreuses victimes. L’hôpital est débordé. Takashi passe ses jours et ses nuits au service des blessés, dans son service de radiologie. Dans son domaine de travail et de recherche, les normes de sécurité étaient mal comprises, menant à un taux élevé d'accidents parmi les chercheurs, en lien avec une exposition au rayonnement. Et, de fait, en juin 1945, il apprend qu'une leucémie l'affecte et que son espérance de vie est de deux à trois ans. Cette maladie est probablement due aux expositions aux rayons X subies lors des examens radiologiques pratiqués par observation directe, les films n'étant plus disponibles pendant cette période de guerre. Il en parle avec Midori et Makoto. Avec leur foi en Dieu, ils restent unis pour vivre ensemble cette épreuve.
Au soir du 6 août, le docteur Nagai apprend qu’une bombe atomique a été lancée par les Américains sur Hiroshima. Avec Midori, il décide d’éloigner leurs enfants à 6 kilomètres, dans la campagne, à Matsuyama, accompagnés de la mère de Midori. Au matin du 8 août, sous le regard souriant de Midori, Takashi part pour son travail et une nuit de garde à l’hôpital. Ayant oublié son pique-nique, il revient chez lui, à l’improviste, et surprend Midori en pleurs. Ils se disent “au revoir” ; ce sera un “adieu”…
Le 9 août 1945, à 11 heures 02, la deuxième bombe atomique lancée par les Américains sur le Japon frappe Nagasaki. À l'instant du bombardement, le docteur Nagai travaille dans le service de radiologie de l'hôpital universitaire de Nagasaki. Il reçoit une sérieuse blessure qui touche son artère temporale droite, mais il se joint au reste du personnel médical survivant pour se consacrer à soigner les victimes. Plus tard, il rédigera un rapport médical de 100 pages au sujet de ses observations.
Le 11 août, Takashi Nagai retrouve l'emplacement de sa maison et, parmi un amas de cendres, des ossements calcinés : Midori et son chapelet proche d'elle. Son nom de jeune fille était Maria Midori Moriyama. Paul Takashi Nagai a voulu écrire son nom d'épouse sur la croix de sa tombe : “Marina Nagai Midori, décédée le 9 août 1945, à 37 ans” (Marina étant un diminutif de Maria).
Takashi Nagai est gravement atteint par la leucémie, le 8 septembre 1945, et il doit rester alité pendant un mois, la mort semblant proche. Il se réinstalle dans le quartier d'Urakami (celui de l'hypocentre de la bombe) le 15 octobre 1945. Il fait construire une petite hutte faite avec des morceaux de sa vieille maison. Dénommée Nyokodo (Aimez les autres comme vous, d'après les paroles de Jésus « Tu aimeras ton prochain comme toi-même »), il y demeure avec ses deux enfants rescapés (Makoto et Kayano), sa belle-mère et deux autres parents. Cette hutte mesure un peu plus de six tatami, construite pour lui en 1947 par un charpentier lié à la famille Moriyama. Quand la section locale de la société Saint Vincent de Paul offre de lui construire une autre maison, au printemps 1948, il demande d'agrandir légèrement la hutte existante, pour rendre service à son frère et sa famille et pour établir une structure simple, semblable à un salon de thé, large de deux tatami, pour lui-même. Dans ce petit refuge aux allures d'ermitage, il passe ses dernières années dans la prière et la contemplation.
Durant six mois, il observe le deuil de Midori et se laisse pousser la barbe et les cheveux. Le 23 novembre 1945, une messe est célébrée, devant les ruines de la cathédrale, pour les victimes de la bombe. Takashi y donne un discours empli de foi, comparant les victimes à une offrande sacrée pour obtenir la paix. Il commence à écrire aussi bien des rapports médicaux (Atomic Illness and Atomic Medicine) que des essais qui seront traduits en plusieurs langues : Les Cloches de Nagasaki (Nagasaki no Kane), terminé le 9 août 1946, est le plus célèbre — un film japonais du même nom en a été tiré, peu après sa mort. En juillet 1946, il s’effondre sur le quai de la gare. Devenu invalide, il vit désormais alité.
En 1948, il utilise les 50 000 yens versés par Kyushu Times pour planter 1 000 plants de cerisiers de trois ans dans le quartier d'Urakami afin de transformer cette terre dévastée en Colline en Fleurs. Même si certains ont été remplacés, ces cerisiers sont toujours appelés Nagai Senbonzakura (les 1 000 cerisiers de Nagai) et leurs fleurs décorent les maisons d'Urakami au printemps.
Le 3 décembre 1949, il est fait citoyen d'honneur de la ville de Nagasaki, malgré des protestations dues à sa foi catholique. Il reçoit la visite d'Helen Keller. Il est aussi visité en 1949 par l'empereur Shōwa (Hirohito) et par le cardinal Gilroy, émissaire du pape.
Le 1er mai 1951, il demande qu’on le transporte à l’université afin que les étudiants en médecine puissent observer les derniers instants d’un homme qui se prépare à mourir d’une leucémie. Mais il succombe peu après son arrivée : il est 21 h 30. Il décède à 43 ans.
Le 3 mai, 20 000 personnes assistent à ses obsèques devant la cathédrale. La ville de Nagasaki observe une minute de silence au moment où sonnent les cloches de tous les édifices religieux. Le 14 mai, une cérémonie officielle a lieu en mémoire du docteur Nagai puis ses restes sont inhumés au cimetière international Sakamoto.
Au moment de sa mort, il laisse derrière lui une volumineuse production d'essais, de mémoires, de dessins et de calligraphies sur divers thèmes, comprenant Dieu, la guerre, la mort, la médecine et la situation des orphelins. Ces textes ont été appréciés par un grand nombre de lecteurs, au cours de l'occupation américaine du Japon (1945-1952). Ce sont comme des chroniques spirituelles de l'expérience de la bombe atomique.
Son Nyokodo, augmenté d'une bibliothèque, est devenu un musée, en 1952 : le Nagasaki City Nagai Takashi Memorial Museum. Après des travaux de restauration en 2000, il est aujourd’hui dirigé par Tokusaburo Nagai, petit-fils de Takashi Nagai et fils de Makoto Nagai.
Le procès en béatification de Takashi Nagai et de son épouse Midori s’est ouvert en 2021 ; la prière d’intercession à cet effet a été rédigée par l’archevêque de Nagasaki.

## Citations
« Les mots que je veux laisser à mes enfants commencent par ceux-ci : « Aimez les autres comme vous vous aimez vous-mêmes ». Je voudrais également finir avec cette maxime, et finalement tout serait exprimé par elle. »

— Itoshi Ko Yo, Enfants aimés, 1949.

« Le 9 août 1945, à dix heures et demie du matin, le suprême conseil de guerre se réunit au Quartier Général Impérial pour savoir s’il fallait capituler ou non. Ce fut donc au moment même de cette décision pour la paix ou pour la continuation de la guerre qu’explosa la bombe atomique, à 11 heures 2 minutes, sur notre quartier d’Urakami. En un instant, 8000 chrétiens furent rappelés à Dieu, et notre cathédrale disparut dans les flammes. Le 15 août, l'Édit impérial mit fin aux combats, et une première lueur de paix recommença à briller sur le monde. Or ce jour-là, l'Église fêtait l'Assomption de la Vierge Marie, à laquelle était dédiée notre Cathédrale. Cette coïncidence n'était-elle pas due à l'œuvre délicate de la volonté de Dieu ? Nous avons entendu dire que cette seconde bombe atomique, après Hiroshima, était destinée à une autre ville. Des nuages épais rendirent cette cible impossible, si bien que l'équipage américain changea de plan au dernier moment, et se dirigea vers sa cible secondaire : Nagasaki. L'objectif devait être le nord des fabriques de munitions, mais le vent fit dériver la bombe au-dessus de la Cathédrale. Ainsi nous savons que la Cathédrale n'a pas été visée par les pilotes américains. Mais c'est la Providence de Dieu qui choisit Urakami. N'y aurait-il pas un rapport mystérieux entre la cessation de la guerre et la destruction d'Urakami ? Urakami ne serait-elle pas la victime choisie, l'holocauste offert sur l'autel du sacrifice en expiation pour tous les péchés de cette deuxième guerre mondiale ? Pour notre humanité, héritière du péché d'Adam et du sang de Caïn, pour notre humanité qui s'est tournée vers les idoles en oubliant sa filiation divine, pour que finissent toutes ces horreurs, ces haines et que fleurissent à nouveau les bénédictions de paix, il ne suffisait pas du repentir, il fallait un sacrifice extraordinaire afin d'obtenir le pardon de Dieu. Bien que des villes entières aient été déjà rasées, cela ne suffisait pas. Mais quand Urakami fut détruit, Dieu agréa ce sacrifice, pardonna aux hommes et inspira à l'Empereur de mettre fin à la guerre.
Notre Église d'Urakami a gardé sa foi intacte pendant 400 ans dans un Japon qui la proscrivait. Elle a enduré de nombreuses et longues persécutions. Et pendant toute cette guerre elle n'a cessé de prier pour que revienne la paix. Cette Église n'était-elle pas digne d'être choisie comme holocauste pour que des dizaines de millions d'hommes ne périssent plus victimes des ravages de la guerre ? 
Ce 9 août, en voyant les flammes détruire la Cathédrale, nous savions que dans ce sublime holocauste montaient déjà les premières lueurs d'espoir d'un nouveau monde de paix. Huit mille catholiques, dont les prêtres de la cathédrale, ont été sacrifiés. Tous généreux et fidèles dans leur foi. Combien sont-ils heureux d'avoir quitté la vie, l'âme pure, sans connaître la défaite ! Nous qui restons sur cette terre, notre sort est dur. Le pays est vaincu et notre ville détruite. Un désert de cendres et de décombres s'étend à perte de vue. Nous n'avons ni maison, ni vêtements, ni nourriture. Nos champs sont dévastés, et nous, les survivants, ne sommes plus qu'une poignée. Pourquoi ne sommes-nous pas morts ce jour-là ? Pourquoi devons-nous continuer une existence de souffrance ? Maintenant nous voyons l'énormité de nos fautes et nous comprenons que si nous restons aujourd'hui en vie, c'est que nous avons encore un long chemin à parcourir pour devenir à notre tour une offrande digne. 
Les réparations imposées par la déclaration de Potsdam sont un fardeau lourd de douleur et de souffrance. Pourtant cette charge débouche sur l'espoir de voir sous peu un monde nouveau et purifié. 
Bienheureux ceux qui pleurent car ils seront consolés. C'est fidèlement et jusqu'au bout que nous monterons ce chemin semé de douleurs. En le suivant, affamés, assoiffés, méprisés, fouettés, nous savons que nous sommes aidés par Celui qui jusqu'au sommet du Calvaire a porté sa Croix : Jésus-Christ.
Le Seigneur a donné, le Seigneur a repris, que soit béni le nom du Seigneur. Soyons reconnaissants que Nagasaki ait été choisie pour ce sacrifice par lequel paix et liberté ont été rendues au monde. Que les âmes de tous nos défunts reposent en paix dans l'amour de Dieu. »

— Paroles de Takashi Nagai lors de la messe de funérailles du 23 novembre 1945.”
- Extrait de Les cloches de Nagasaki, Casterman, 1954 ; photos rajoutées par Infonucléaire.

## Modèle d'inspiration
Eiichiro Oda ne l'a pas confirmé, mais de nombreux éléments semblent montrer que Takashi Nagai a inspiré le mangaka dans la création du personnage de Dr.Hiluluk dans One Piece,.

## Filmographie
- "Les Enfants de Nagasaki", DVD Zone 2, de Keisuke Kinoshita, Pal.
- "All That Remains": la vie et le message de Takashi Nagai, dans un film produit par Major Oak Entertainment's, sur l'Internet Movie Database, en anglais.